# 광자구

광선이 중력에 의해 구부러져 광자구를 형성하는 과정을 보여주는 시뮬레이션

광자구(光子球)는 강한 중력으로 광자가 형성하는 궤도들로 이루어진 계면을 말한다. 광자가 형성하는 궤도를 최후의 광자 궤도라고도 부른다. 입자가 가질 수 있는 가장 작은 안정적인 궤도이기도한 광자구의 반경은 슈바르츠실트 블랙홀에서 다음과 같이 주어진다.
{\displaystyle r={\frac {3GM}{c^{2}}}={\frac {3r_{\text{s}}}{2}},}
여기서 G는 중력 상수, M은 블랙홀의 질량, c는 진공에서 빛의 속도, rs 슈바르츠실트 반경(사건의 지평선의 반경)이다.
이 방정식은 광자구가 아주 조밀한 천체(블랙홀 또는 "초밀도" 중성자별)에서만 존재할 수 있다는 것을 알려준다.
광자구는 사건의 지평선보다 블랙홀에서 더 바깥쪽에 있다. 광자구를 지날 때 광자구를 바라보면 자신의 머리 뒤에서 방출된 광자가 블랙홀을 한 바퀴 돌아 자의 눈에 들어와서 머리 뒤를 앞에서 보는 것이 가능하다. 회전하지 않는 블랙홀의 광자구는 반경이 {\displaystyle {\frac {3}{2}}r_{s}}인 구이다. 광자구 내부나 지나가는 안정적인 자유 낙하 궤도는 없다. 바깥에서 광자구를 지나는, 중력만 받는 모든 물체는 블랙홀로 나선형으로 들어간다. 안에서 광자구를 지나는 모든 궤도는 무한대로 탈출하거나 다시 블랙홀로 나선형 궤도를 그리며 들어간다. 광자구 내에서 자유낙하 물체는 이 거리보다 짧은 장반경을 갖는 궤도를 가질 수 없지만, 일정한 가속도를 주면 우주선이나 탐사선이 사건 지평선 위에서 뜰 수 있다.
광자구는 또, 원심력(구심력이 아님)이 반전된다는 특성이 있다. 광자구 외부에서는 궤도를 빠르게 돌수록 외부로 빠져나가게 느껴지는 겉보기힘이 더 커진다. 자유 낙하를 하건 말건 관계없이 광자구에서 원심력은 0으로 떨어진다. 즉, 물체는 궤도를 얼마나 빠르게 돌더라도 광자구를 지나는 순간의 겉보기힘은 동일하고, 광자구 내부에서는 음수가 된다. 광자구 내부에서 궤도를 빠르게 돌면 안으로 끌어들이는 겉보기힘은 커진다. 이는 내부 유체 흐름의 유체역학에 커다란 영향을 미친다.
회전하는 블랙홀은 두 개의 광자구가 있다. 블랙홀이 회전하면 공간도 함께 끌어당긴다. 블랙홀에 더 가까운 광자구는 회전과 같은 방향으로 움직이고, 더 멀리 있는 광자구는 반대 방향으로 움직인다. 커 블랙홀의 각속도가 클수록 두 광자구 사이의 거리가 멀어진다. 블랙홀에는 회전축이 존재하므로 이는 적도 방향으로 블랙홀에 접근하는 경우에만 가능하다. 극궤도에서는 광자구가 하나만 존재한다. 이 각도로 접근할 때 회전과 같은 방향이나 반대 방향으로 움직이지 않기 때문이다. 대신 회전으로 인해 궤도가 세차 운동하게 된다.

## 슈바르츠실트 블랙홀에서의 식 유도
슈바르츠실트 블랙홀은 구형 대칭을 갖기 때문에 원형 광자 궤도의 가능한 모든 축은 동일하며 모든 원형 궤도의 반경은 동일하다.
슈바르츠실트 계량으로 다음과 같은 식이 주어진다.
{\displaystyle ds^{2}=\left(1-{\frac {r_{\text{s}}}{r}}\right)c^{2}\,dt^{2}-\left(1-{\frac {r_{\text{s}}}{r}}\right)^{-1}\,dr^{2}-r^{2}(\sin ^{2}\theta \,d\phi ^{2}+d\theta ^{2}).}
일정한 반경 r (즉,  φ방향)으로 이동하는 광자의 경우, {\displaystyle dr=0}이다. 광자에서 , {\displaystyle ds=0} ("빛과 유사한 간격")이다.  {\displaystyle \theta }가 일정할 때({\displaystyle d\theta =0})에 항상 좌표계를 회전시킬 수 있다.(예: {\displaystyle \theta =\pi /2} )
따라서 ds, dr 및 dθ를 0으로 설정하면 다음과 같다.
{\displaystyle \left(1-{\frac {r_{\text{s}}}{r}}\right)c^{2}\,dt^{2}=r^{2}\sin ^{2}\theta \,d\phi ^{2}.}
다시 쓰면 다음과 같이 주어진다.
{\displaystyle {\frac {d\phi }{dt}}={\frac {c}{r\sin \theta }}{\sqrt {1-{\frac {r_{\text{s}}}{r}}}}.}
계속하기 위해서, {\displaystyle {\frac {d\phi }{dt}}}의 관계가 필요하다. 이를 위해 방사형(radial) 측지선 방정식을 사용하자.
{\displaystyle {\frac {d^{2}r}{d\tau ^{2}}}+\Gamma _{\mu \nu }^{r}u^{\mu }u^{\nu }=0.}
여기서 사라지지 않는 {\displaystyle \Gamma }-연결 계수는 다음과 같다.
{\displaystyle \Gamma _{tt}^{r}={\frac {c^{2}BB'}{2}},\quad \Gamma _{rr}^{r}=-{\frac {B^{-1}B'}{2}},\quad \Gamma _{\theta \theta }^{r}=-rB,\quad \Gamma _{\phi \phi }^{r}=-Br\sin ^{2}\theta ,}
여기서 {\displaystyle B=1-{\frac {r_{\text{s}}}{r}}}이고, {\displaystyle B'={\frac {dB}{dr}}}이다.
상수 {\displaystyle r}과 {\displaystyle \theta }로 광자의 방사형 측지선을 처리하면
{\displaystyle {\frac {dr}{d\tau }}={\frac {d^{2}r}{d\tau ^{2}}}={\frac {d\theta }{d\tau }}=0.}
이를 방사형 측지선 방정식(종속된 변수로서 방사형 좌표를 갖는 측지선 방정식)에 대입하면 다음과 같은 결과를 얻는다.
{\displaystyle \left({\frac {d\phi }{dt}}\right)^{2}={\frac {c^{2}r_{\text{s}}}{2r^{3}\sin ^{2}\theta }}.}
이전에 얻은 것과 비교해보면,
{\displaystyle c{\sqrt {\frac {r_{\text{s}}}{2r}}}=c{\sqrt {1-{\frac {r_{\text{s}}}{r}}}},}
위 식은 {\displaystyle \theta =\pi /2} 라디안을 가정한 것이다.(광자가 궤도를 도는 중심 질량이 좌표축의 중심에 위치한다고 가정하자. 광자가 {\displaystyle \phi }-좌표선을 따라 움직이면서 질량이 광자 궤도의 중심에 바로 위치하기 위해선  {\displaystyle \theta =\pi /2} 라디안을 가져야 한다.)
따라서 이것을 다시 정리하면 최종적으로 다음과 같다.
{\displaystyle r={\frac {3}{2}}r_{\text{s}},}
이것이 우리가 보이고자 한 것이다.

## 커 블랙홀 주위를 공전하는 광자

옆면(l)과 극(r)에서 떨어져 본 모습. 회전하는 블랙홀은 9개의 반경을 가지고 있고, 그 사이에서 빛은 일정한 r 좌표를 따라 궤도를 돌 수 있다. 이 애니메이션에는 a = M 에 대한 모든 광자 궤도를 보여준다.

슈바르츠실트 블랙홀과 달리 커(회전) 블랙홀은 구형 대칭이 아니라 축대칭이므로 광자 궤도에 큰 영향을 미친다. 광자 궤도와 광자원(photon circle)에 대한 자세한 내용과 시뮬레이션은 Cramer를 참조하라. 적도면에서는 서로 다른 두 원 광자 궤도(순행과 역행)가 존재하고, 이는 보이어-린드퀴스트 반경으로 다음과 같이 주어진다.
{\displaystyle r_{\pm }^{\circ }=r_{\text{s}}\left[1+\cos \left({\frac {2}{3}}\arccos {\frac {\pm |a|}{M}}\right)\right],}
여기서 {\displaystyle a=J/M}는 블랙홀의 단위질량당 각운동량이다. 다른 일정한 반경을 가지는 궤도도 존재하지만 적도 근처의 위도에서 위 아래로 진동하는 더 복잡한 경로를 가지고 있다.